# Olga Anatoljewna Subowa
Olga Anatoljewna Subowa (russisch Ольга Анатольевна Зубова; * 9. Dezember 1993 in Gai) ist eine russische Gewichtheberin. Sie wurde 2012 Europameisterin in der Gewichtsklasse bis 75 kg Körpergewicht.

## Werdegang
Olga Subowa begann als Jugendliche gemeinsam mit ihrer um zwei Jahre älteren Schwester Maria in Klin mit dem Gewichtheben. Seit 2012 ist sie Studentin an einer Universität in Moskau.
Ihren ersten Einsatz bei einer internationalen Meisterschaft absolvierte sie bereits im Jahre 2009, als sie mit fünfzehneinhalb Jahren bei der Junioren-Weltmeisterschaft (U 17) in Chiang Mai/Thailand eingesetzt wurde. Sie siegte dort in der Gewichtsklasse bis 69 kg. Ihre Zweikampfleistung betrug dabei 217 kg (96–121). Noch im gleichen Jahr wurde sie  vom russischen Gewichtheber-Verband auch bei der Junioren-Weltmeisterschaft der Altersgruppe U 20 in Bukarest eingesetzt. Sie erzielte in Bukarest im Zweikampf 218 kg (98–120) und gewann damit die Bronzemedaille.
2010 war sie bei den Olympischen Jugendspielen in Singapur am Start. In der Gewichtsklasse über 63 kg Körpergewicht, sie wog 71,39 kg, gelang ihr dort der Sieg vor der Thailänderin Chitchanok Pulsabsakul, die 118 kg wog. Ihre Leistung betrug im Zweikampf 251 kg (112–139). Die Thailänderin erreichte 251 kg (115–136). Als Belohnung für diese hervorragende Leistung durfte sie für den russischen Gewichtheber-Verband dann im September 2010 auch bei der Weltmeisterschaft der Damen in Antalya an den Start gehen. Dort schonte sie sich aber auf Geheiß des Verbandes und hob in der Gewichtsklasse bis 68 kg nur 223 kg (98–125), womit sie den 10. Platz belegte.
Im Juni 2011 wurde Olga Subowa in Penang Junioren-Weltmeisterin der Altersgruppe U 20. Ihre Leistung betrug dabei in der Gewichtsklasse bis 75 kg 268 kg (118–150), womit sie vor Anna Nurmuchambetowa aus Kasachstan, die auf 257 kg (115–142) kam, siegte. Im September 2011 wurde sie in Bukarest auch Junioren-Europameisterin in der gleichen Gewichtsklasse. Sie konnte sich dabei schonen und siegte dennoch mit 238 kg (103–135) überlegen vor Ganna Kozenko aus der Ukraine, die mit 221 kg (100–121) den 2. Platz belegte.
In den Jahren 2012 und 2013 wurde Olga Subowa bei fünf internationalen Meisterschaften, aber noch nicht bei den Olympischen Spielen in London, eingesetzt. Bei allen fünfen siegte sie.  Im April 2012 wurde sie in Antalya bei ihrem ersten Start in der Seniorenklasse Europameisterin in der Gewichtsklasse bis 75 kg mit 265 kg (115–150) vor Lidia Valentín aus Spanien, die auf 260 kg (117–143) kam. Einen Monat später wurde sie in Antigua Junioren-Weltmeisterin in der gleichen Gewichtsklasse. Dabei reichten ihr im Zweikampf 260 kg (115–145) zum Sieg vor ihrer Landsfrau Maria Harlowa, die auf 228 kg (103–125) kam. Im November 2012 startete sie auch noch bei der Universitäten-Weltmeisterschaft in Eilat. Sie konnte sich dort schonen und wurde mit einer Zweikampfleistung von 241 kg (106–135) überlegene Siegerin.
Im Juli 2013 siegte sie bei der Universiade in Kasan in der Gewichtsklasse bis 75 kg Körpergewicht. Sie steigerte sich dabei im Zweikampf auf 279 kg (120–159), mit der sie vor ihrer routinierten Landsfrau Nadeschda Jewstjuchina, die auf 278 kg (123–155) kam, siegte. Im Oktober 2013 startete Olga Subowa bei der Weltmeisterschaft in Wrocław. Sie erzielte dort in der Gewichtsklasse bis 75 kg im Zweikampf 282 kg (125–157), womit sie vor Nadeschda Jewstjuchina, 277 kg (120–157) und Kang Yue, China, 276 kg (126–150) siegte. Die Überprüfung der bei dieser Weltmeisterschaft von ihr genommenen Dopingprobe ergab aber, dass sie mit Clomiphene gedopt war. Ihr wurden deshalb vom internationalen Gewichtheber-Weltverband IWF der WM-Zweikampftitel und der WM-Titel im Stoßen sowie die WM-Silbermedaille im Reißen aberkannt. Ferner wurde sie vom 25. Oktober 2013 bis zum 25. Oktober 2015 gesperrt.

## Internationale Erfolge
| Jahr | Platz | Wettbewerb                                         | Gewichtsklasse | Ergebnisse |
| 2009 | 1.    | Junioren-WM (U 17) in Chiang Mai/Thailand          | bis 69 kg      | mit 217 kg (96–121) |
| 2009 | 3.    | Junioren-WM (U 20) in Bukarest                     | bis 69 kg      | mit 218 kg (98–120), hinter Li Changying, China, 248 kg (111–137) und Yesseinia Solis, Kolumbien, 242 kg (106–136)                                                                            |
| 2010 | 1.    | Olympische Jugendspiele in Singapur                | über 63 kg     | mit 251 kg (112–139), vor Chitchanok Pulsabsakul, Thailand, 251 kg (115–136) und Kikuk Hyang, Nordkorea, 244 kg (106–138)                                                                     |
| 2010 | 10.   | WM in Antalya                                      | bis 69 kg      | mit 223 kg (98–125); Siegerin: Swetlana Schimkowa, Russland, 256 kg (116–140) vor Kang Yue, China, 253 kg (113–140)                                                                           |
| 2011 | 1.    | Junioren-WM (U 20) in Penang                       | bis 75 kg      | mit 268 kg (118–150), vor Anna Nurmuchambetowa, Kasachstan, 257 kg (115–142) und Li Pengyan, China, 253 kg (111–142)                                                                          |
| 2011 | 1.    | Junioren-EM (U 20) in Bukarest                     | bis 75 kg      | mit 238 kg (103–135), vor Ganna Kozenko, Ukraine, 221 kg (100–121) |
| 2012 | 1.    | EM in Antalya                                      | bis 75 kg      | mit 265 kg (115–150), vor Lidia Valentín, Spanien, 260 kg (117–143) und Hatice Yilmaz, Türkei, 223 kg (98–125)                                                                                |
| 2012 | 1.    | Junioren-WM (U 20) in Antigua                      | bis 75 kg      | mit 260 kg (115–145), vor Maria Harlowa, Russland, 228 kg (103–125) |
| 2012 | 1.    | IWF-Grand-Prix (Präsidenten-Cup) in St. Petersburg | bis 75 kg      | mit 265 kg (120–145), vor Jekaterina Katina, Russland, 241 kg (104–137) |
| 2012 | 1.    | Universitäten-WM in Eilat                          | bis 75 kg      | mit 241 kg (106–135), vor Jaquelina Ferreira, Brasilien, 231 kg (106–125) |
| 2013 | 1.    | Universiade in Kasan                               | bis 75 kg      | mit 279 kg (120–159), vor Nadeschda Jewstjuchina, Russland, 278 kg (123–153) und Marie-Eve Beauchemin-Nadeau, Kanada, 233 kg (103–130)                                                        |
| 2013 | disq. | WM in Wrocław                                      | bis 75 kg      | ursprüngliche Leistung im Zweikampf: 282 kg (125–157); Siegerin Nadeschda Jewstjuchina, 277 kg (120–157), vor Kang Yue, China, 276 kg (126–150) und Lidia Valentin, Spanien, 260 kg (122–138) |

## WM + EM-Einzelmedaillen
- EM-Goldmedaillen: 2012/Stoßen
- EM-Silbermedaillen: 2012/Reißen

Erläuterungen
- alle Wettkämpfe im Zweikampf, bestehend aus Reißen und Stoßen
- WM = Weltmeisterschaft, EM = Europameisterschaft